# 東漢長阿利麻
東漢長 阿利麻（やまとのあや の なが の ありま）は、飛鳥時代の貴族。姓は直。

## 記録
同族として、『日本書紀』巻第二十四の、皇極天皇3年11月(644年)に蘇我氏のために大丹穂山（おおにおのやま）に桙削寺（ほこぬきのてら）を建てた長直がいる。
阿利麻の名前は『書紀』巻第二十六に引用された『伊吉博徳書』のみに現れる。
斉明天皇5年（659年）に遣唐大使坂合部石布（さかいべ の いわしき）、遣唐副使津守吉祥（つもり の きさ）と共に渡唐した。7月3日に出向し、江南路をとって航行している。8月11日に博多湾を出て、9月13日に百済の南の島に到着した。阿利麻は石布の船に乗船したのだが、9月15日、その船は逆風で遭難し、大使の石布自身は漂着した島の民によって殺されてしまった。残された阿利麻は大使の同族とみられる坂合部連稲積（さかいべ の むらじ いなつみ）らと共に島人の船を奪い、逃亡して括州（現在の浙江省麗水）に到着し、唐の州県の役人によって洛陽まで送り届けて貰った。ただし、大使・副使ではなかったため、無事長安・洛陽に到着した吉祥らとは異なり、唐の皇帝とは謁見できていない（少なくともそのような記述は見られない）。
その後、吉祥一行は唐と百済との戦役のため、長安に留め置かれて幽閉されている。阿利麻らも同様の運命を辿ったらしく、彼らが再会したのは、斉明天皇6年10月19日（660年）のことであった。その後、11月1日に捕虜となった百済の義慈王や王族13人、貴族ら37人を目撃している。
恐らく、吉祥一行と共に帰国の途についたものと推定される。
東漢氏は天武天皇11年（682年）5月に「直」(あたい)から「連」に改姓され、さらに八色の姓により、同14年（685年）、秦氏など11の「連」姓氏族と共に「忌寸を与えられている。